# Stephen Goldblatt

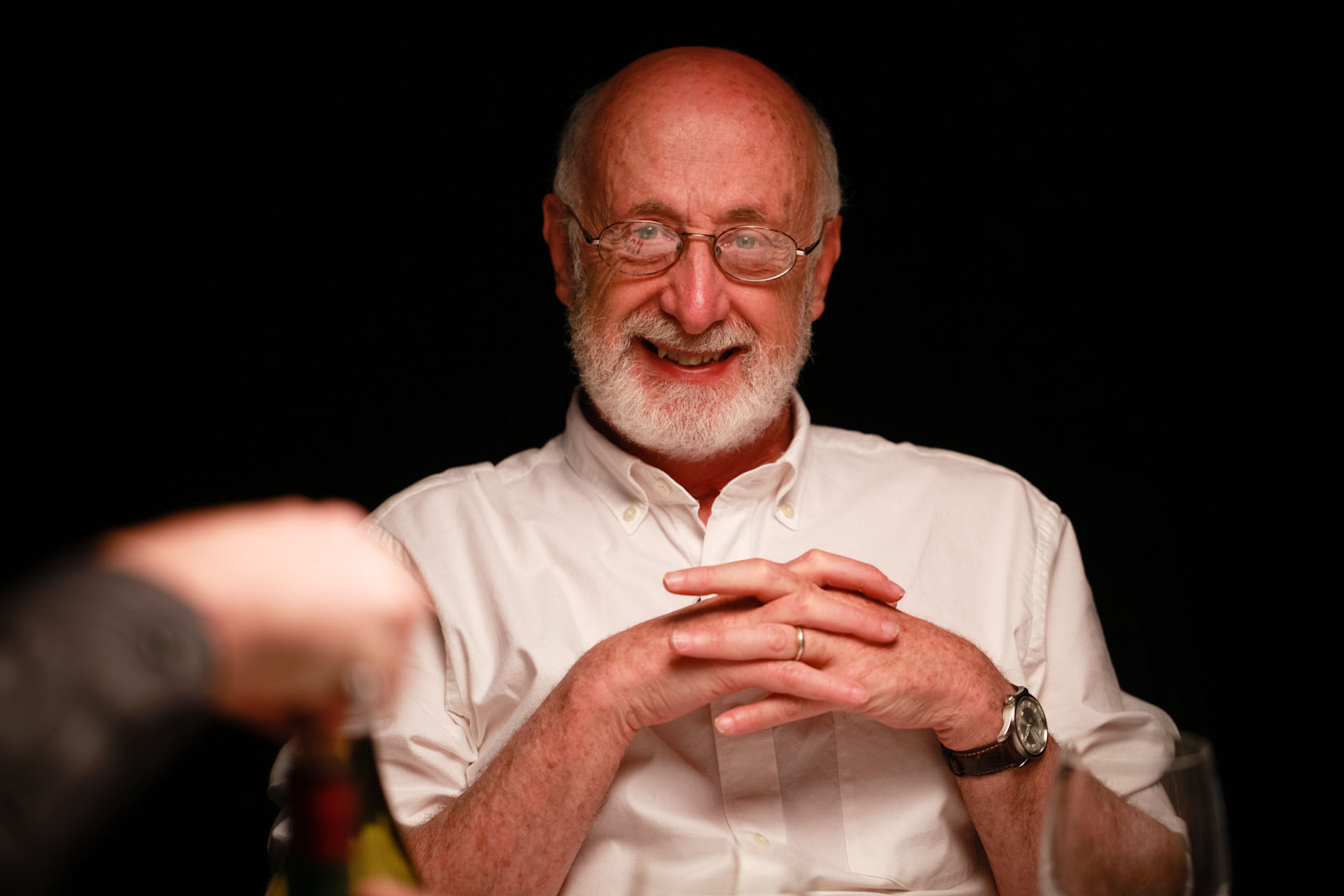
Stephen Goldblatt (2010)

Stephen Goldblatt (* 1945 in Südafrika) ist ein britischer Kameramann.

## Leben
Stephen Goldblatt wurde in Südafrika geboren und wuchs in Großbritannien auf. Er arbeitete zu Beginn seiner Karriere als Fotograf. Erste Erfahrungen als Kameramann sammelte er bei Dokumentarproduktionen. 1980 führte er bei seinem ersten Kinofilm die Kamera. Der Musikfilm Breaking Glass mit Hazel O’Connor erreichte Kultstatus. Goldblatt wurde zweimal für einen Oscar nominiert. 1992 unterlag er mit Barbra Streisands Film Herr der Gezeiten Robert Richardson, der die Kamera bei Oliver Stones JFK führte. 1996 erhielt er die Nominierung für Batman Forever und unterlag John Toll, der den Preis für Braveheart erhielt.
2007 wurde Stephen Goldblatt auf dem polnischen Festival für Kamerakunst Camerimage für sein Lebenswerk ausgezeichnet. 2023 erhielt er den ASC Lifetime Achievement Award.

## Filmografie (Auswahl)
- 1980: Breaking Glass
- 1981: Outland – Planet der Verdammten (Outland)
- 1984: Cotton Club (The Cotton Club)
- 1985: Das Geheimnis des verborgenen Tempels (Young Sherlock Holmes)
- 1987: Lethal Weapon – Zwei stahlharte Profis (Lethal Weapon)
- 1989: Brennpunkt L.A. (Lethal Weapon 2)
- 1990: Joe gegen den Vulkan (Joe Versus the Volcano)
- 1991: For the Boys – Tage des Ruhms, Tage der Liebe (For the Boys)
- 1991: Herr der Gezeiten (The Prince of Tides)
- 1993: Die Akte (The Pelican Brief)
- 1995: Batman Forever
- 1996: Striptease
- 1997: Batman & Robin
- 1999: Tief wie der Ozean
- 2001: Die Wannseekonferenz (Conspiracy)
- 2003: Engel in Amerika (Angels in America)
- 2004: Hautnah (Closer)
- 2005: Rent
- 2007: Der Krieg des Charlie Wilson (Charlie Wilson’s War)
- 2009: Julie & Julia
- 2010: Percy Jackson – Diebe im Olymp (Percy Jackson & the Olympians: The Lightning Thief)
- 2011: The Help
- 2014: Get on Up
- 2015: Man lernt nie aus (The Intern)
- 2017: Unsere Seelen bei Nacht (Our Souls at Night)
- 2020: Code Ava – Trained to Kill (Ava)
- 2020: Der Duft von wildem Thymian (Wild Mountain Thyme)
- 2023: Royal Blue (Red, White & Royal Blue)